# Карпо Трушенко
Карпо́ Трушенко (Трущенко) (? — після 1681) — український військовик і дипломат доби Гетьманщини, сподвижник Богдана Хмельницького. Чигиринський полковник (1653—1655, 1657—1658).

## Життєпис
Походив зі старожитнього козацького роду. Служив у Чигиринському реєстровому полку до 1648 року, був знайомий з Богданом Хмельницьким. Брав участь у раді на Січі в лютому 1648, що обрала Хмельницького гетьманом. За його дорученням вів перемови з коронним гетьманом Миколаєм Потоцьким.
Керував полком козаків під час боїв 1648—1649 років. У Реєстрі 1649 року — знатний військовий товариш, мешканець чигиринський. У Чигирині тоді також козакували Данило та Іван Трушенки (брати ?).
1653 очолив Чигиринський полк замість Якова Пархоменка. На полковницькому уряді вперше згаданий 14 липня, коли взяв участь у перемовах у Чигирині з московськими послами Артамоном Матвєєвим і Іваном Фоміним. Одержав пару соболів у подарунок від царя. Був присутній на Переяславській раді 18 січня 1654 року.
Не пізніше 1656 поступився урядом Антонові Ждановичу. 1657 вдруге обраний полковником. Залишився на уряді після обрання гетьманом Івана Виговського.
11 травня 1658 був учасником перемов у Чигирині з московським послом Іваном Апухтіним. Того ж місяця усунутий Виговським з полковництва через відмову брати участь у поході проти повстанців Пушкаря.
Підтримував Юрія Хмельницького. У квітні 1660 за дорученням гетьмана їздив до Москви разом з Яремою Петрановським. Після складання Хмельницьким булави тривалий час не згадувався в історичних джерелах.
1681 року був наказним корсунським полковником у Юрія Хмельницького — «князя» і гетьмана Правобережної України під османським протекторатом. Вів бої з загонами гетьмана Івана Самойловича, що зганяли населення з Правобережжя. Подальша доля невідома.